# Giuseppe Baldrighi
Giuseppe Baldrighi (* 12. August 1722 in Stradella bei Pavia; † 12. Januar 1803 in Parma) war ein italienischer Maler des Rokoko, der im Herzogtum Parma zu den führenden Künstlern seiner Zeit gehörte.

## Leben

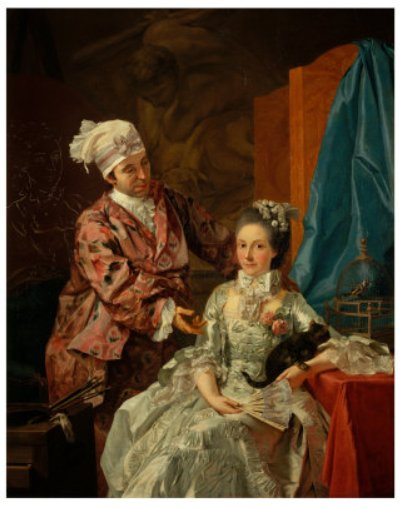
Selbstporträt mit Ehefrau (L'Artista con la moglie), Nationalgalerie Parma

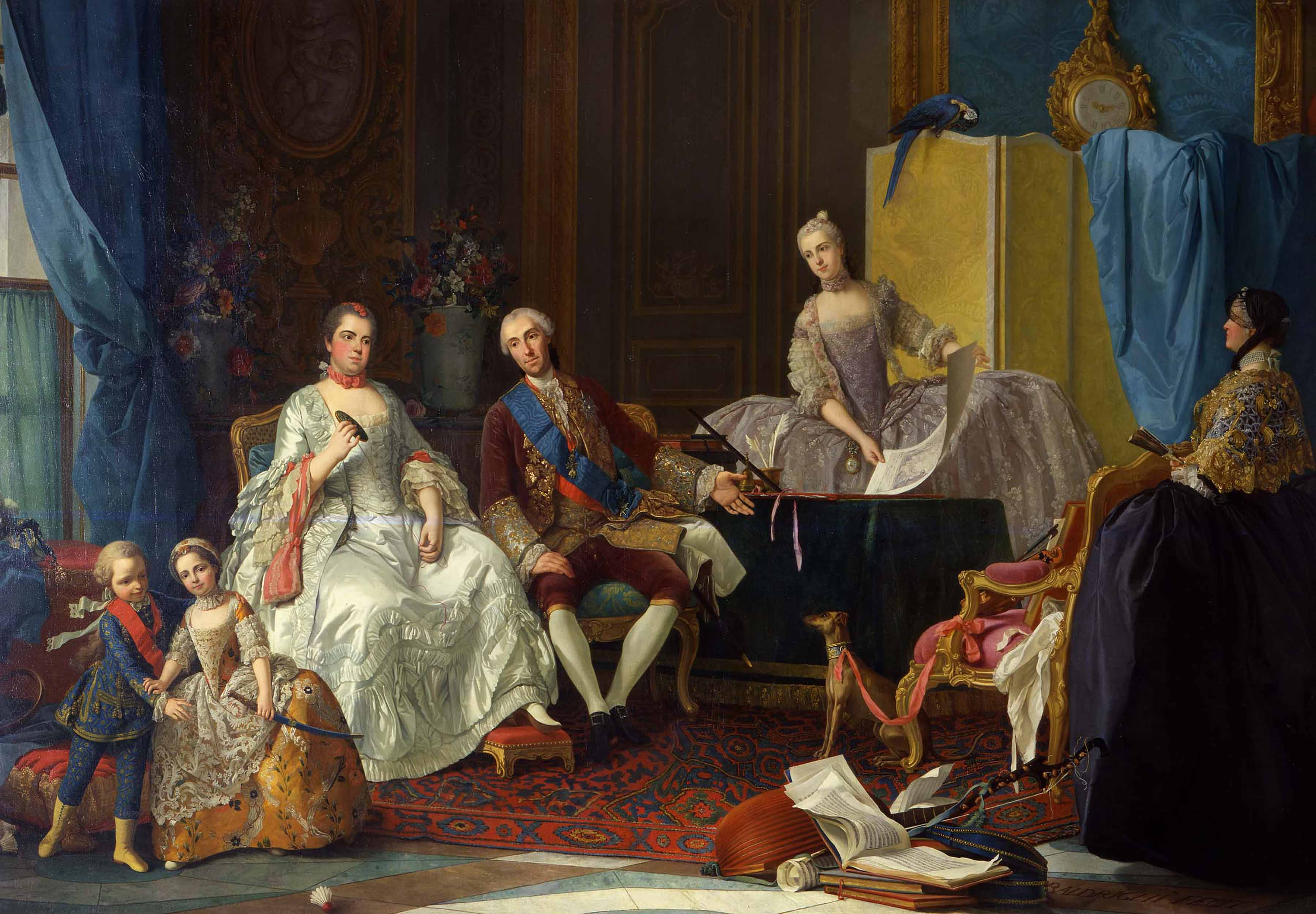
Herzog Philipp von Parma im Kreise seiner Familie, Galleria nazionale di Parma

Ungefähr 1730 zog Giuseppe Baldrighi mit seiner Familie nach Neapel und dann nach Florenz, wo er bei Vincenzo Meucci in die Lehre ging. Im Jahr 1750 gehörte er zu den Ehrenmitgliedern der Akademie der schönen Künste von Bologna (Accademia Clementina), wo er für seine Innovation im Bereich der Miniaturmalerei durch Herzog Philipp von Parma ausgezeichnet wurde.
Von 1752 bis 1756 hielt sich Baldrighi im Auftrag des Herzogs in Paris auf. Am Atelier von François Boucher, aber auch beeinflusst durch die Werke von Jean-Baptiste Oudry, sammelte er zahlreiche Erfahrungen, die sich in einer Serie großer Köpfe von Tieren, die er in der Art des Oudry in diesem Zeitraum malte, widerspiegeln. Diese besteht aus vier Teilen: dem Kopf eines Tigers, eines Wolfes, eines Adlers und einem Löwenkopf.
Ende Juni 1756 stellte er sein Gemälde Carità romana / Charité romaine an der Académie Royale vor, das ihm die Aufnahme als Mitglied der Akademie ermöglichte. Im selben Jahr kehrte Baldrighi, auch wegen gesundheitlicher Probleme, nach Parma zurück, wo er den Titel Hofmaler des Herzogs von Parma erhielt, verbunden mit dem Recht als Meister der Malerei ein eigenes Atelier zu betreiben. Während seiner weiteren Laufbahn konzentrierte er sich fast ausschließlich auf die Porträtmalerei und schuf mehrere Porträts von prominenten Persönlichkeiten, darunter des Herzogs von Parma und dessen Familie. Baldrighis Haus in Parma wurde Treffpunkt von Gelehrten und zeitgleich entwickelte sich Parma unter Herzog Philipp, dem Sohn von König Philipp V. von Spanien, und seiner Frau, Elisabeth von Parma, Tochter von Ludwig XV. von Frankreich, zu einer wichtigen europäischen Stadt der Kultur und Aufklärung.
Um 1760 wurde Baldrighi berufen, neben Pietro Melchiorre Ferrari und Giuseppe Peroni an der von Herzog Philipp gegründeten Akademie von Parma zu lehren. Im Jahre 1772 wurde er zum Professor ernannt.
Giuseppe Baldrighi starb 1803 im Alter von achtzig Jahren in Parma und wurde in der Kirche zur Heiligen Dreifaltigkeit bestattet.

## Werke (Auswahl)
- Tigerkopf + Wolfskopf (versteigert bei Finarte Mailand 16. März 1994)
- Ritratto di Madame Bonnet (Porträt der Madame Bonnet) (1752)
- Ritratto del conte Jacopo Antonio Sanvitale (Porträt des Grafen Jacopo Antonio Sanvitale) (1753) - Rocca Sanvitale, Castello di Fontanellato
- Charité romaine (1756) - Musée Angers
- Porträt der herzoglichen Familie - Pinacoteca Nazionale di Bologna
- Ercole che libera Prometeo (Herkules befreit Prometheus) - Pinacoteca di Parma
- Luigi Berri - Pinacoteca Stuard Parma
- Triumph des Glaubens für die Kapelle Colorno (1777)

## Galerie

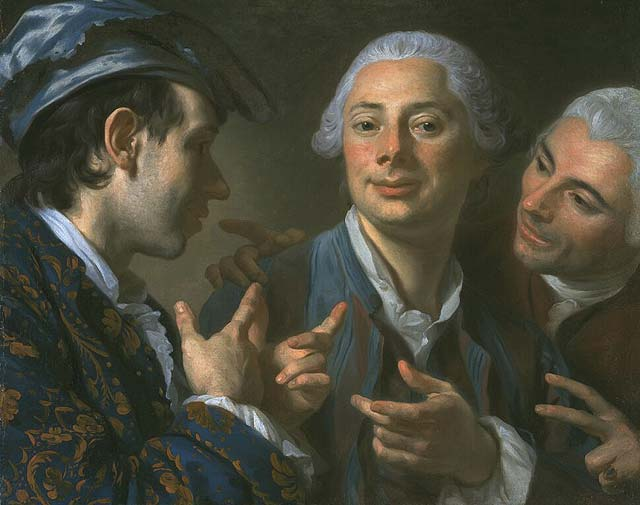
„Autoritratto con il Callani e il Ferrari“, gemalt 1751 (Selbstporträt mit Callani und Ferrari, Pinacoteca di Parma)
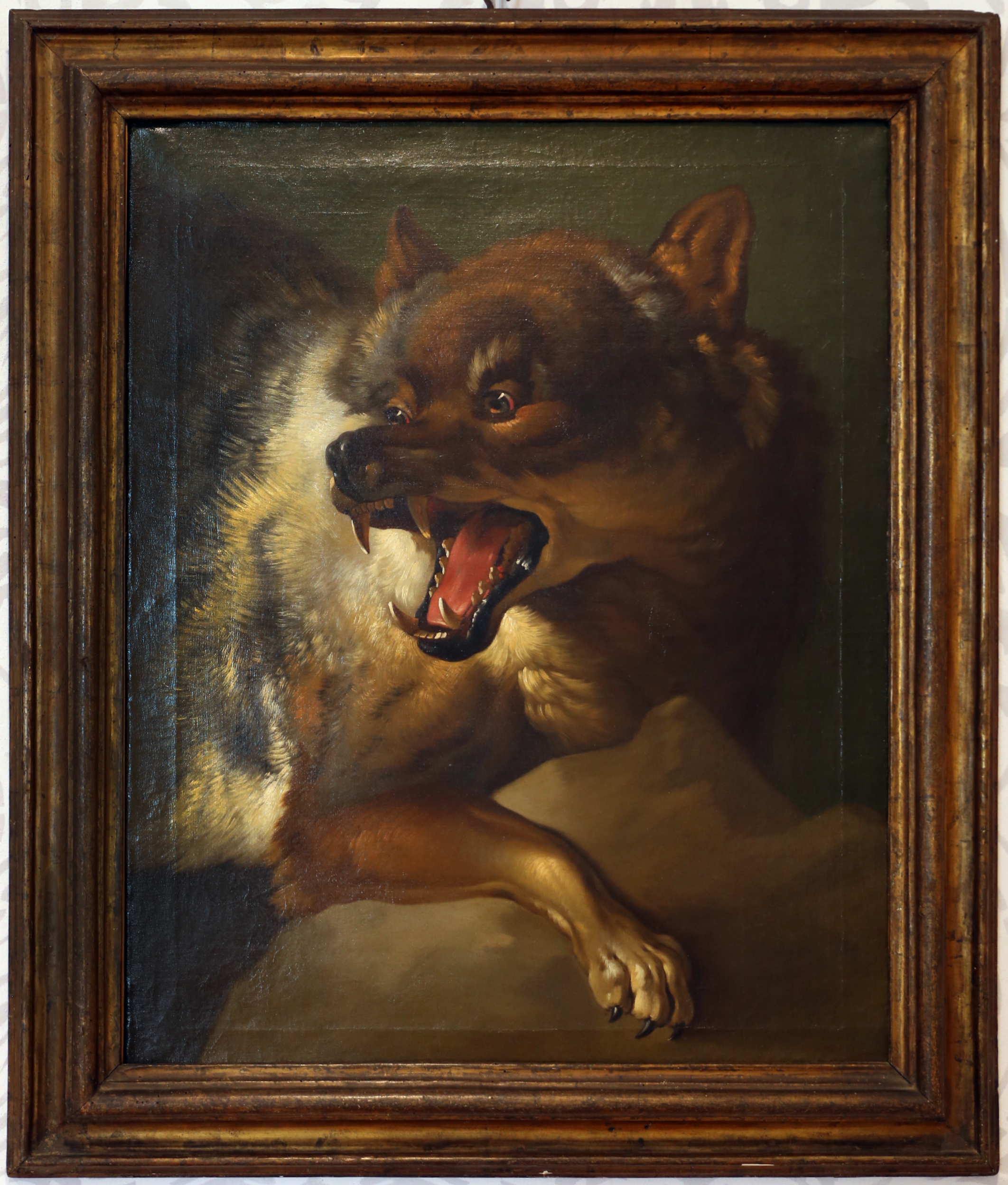
Wolfskopf
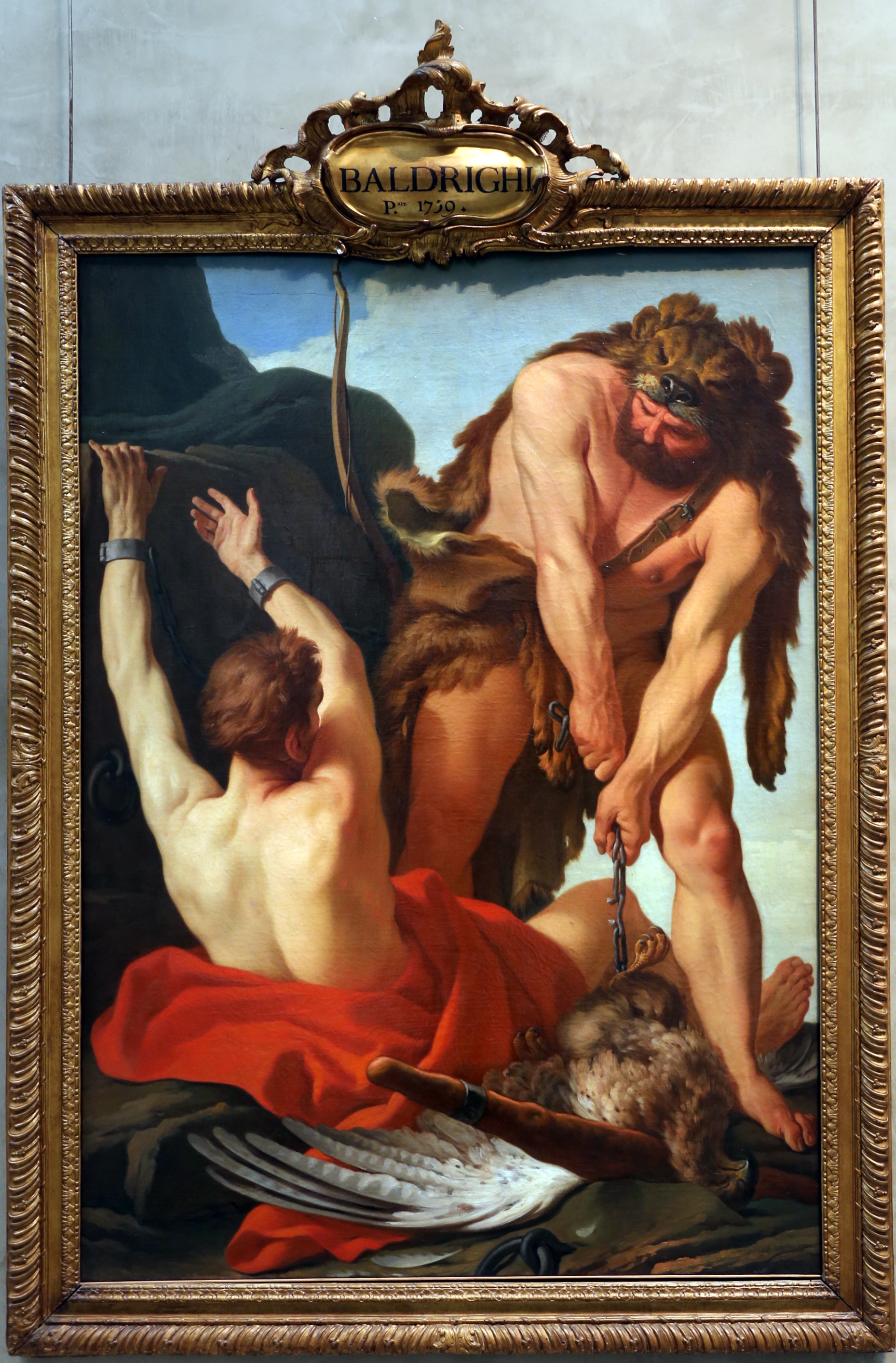
„Herkules befreit Prometheus“
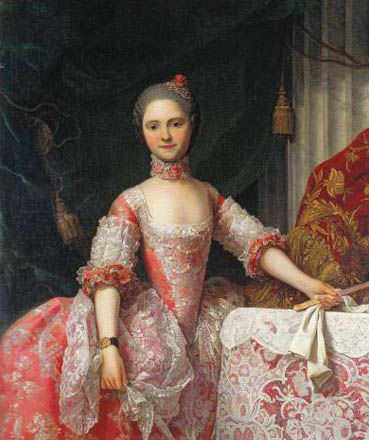
Prinzessin Maria Luise von Bourbon-Parma, gemalt 1765